# 266-я штурмовая авиационная дивизия
266-я штурмовая авиационная Полтавская дивизия (266-я шад) — соединение Военно-воздушных сил (ВВС) Вооружённых сил РККА штурмовой авиации, принимавшее участие в боевых действиях Великой Отечественной войны.

## Наименования дивизии
- 266-я истребительная авиационная дивизия;
- 266-я штурмовая авиационная дивизия;
- 266-я штурмовая авиационная Полтавская дивизия;
- 8-я гвардейская штурмовая авиационная Полтавская дивизия;
- 8-я гвардейская штурмовая авиационная Полтавская Краснознамённая дивизия;
- 8-я гвардейская штурмовая авиационная Полтавская Краснознамённая ордена Суворова дивизия[1];
- 8-я гвардейская штурмовая авиационная Полтавская Краснознамённая орденов Суворова и Богдана Хмельницкого дивизия[1];
- Полевая почта 36653.

## История и боевой путь дивизии

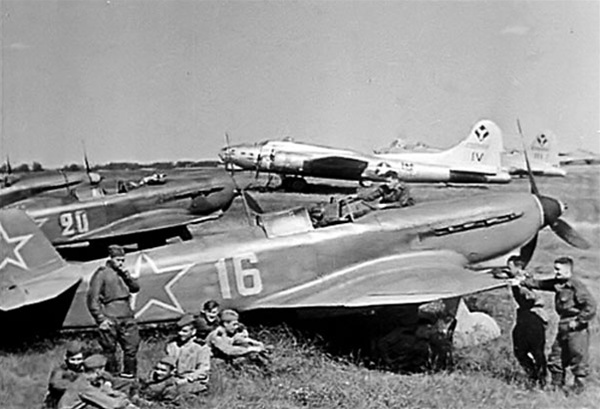

266-я штурмовая авиационная дивизия 22 августа 1942 года на основании Приказа НКО переформирована из 266-й истребительной авиационной дивизии.
В составе 1-го штурмового авиационного корпуса 3-й воздушной армии дивизия действовала на Брянском, Калининском и Северо-Западном фронтах. Её части участвовали в Великолукской наступательной операции, своими штурмовыми ударами поддерживали войска 3-й ударной армии при освобождении города Великие Луки, затем в составе 6-й воздушной армии поддерживали соединения 1-й ударной и 53-й армий Северо-Западного фронта при ликвидации демянского плацдарма противника.
266-я штурмовая авиационная Полтавская дивизия 5 февраля 1944 года за образцовое выполнение боевых задании командования на фронте борьбы с фашистскими захватчиками и проявленные при этом высокое воинское мастерство, доблесть и мужество преобразована в гвардейскую дивизию и получила наименование 8-я гвардейская штурмовая авиационная Полтавская дивизия.

### В действующей армии
В составе действующей армии:
- с 17 октября 1942 года по 5 февраля 1944 года.

## Командир дивизии
- Полковник Родякин Фёдор Георгиевич[6], период нахождения в должности: с 30 августа 1942 года по 5 февраля 1944 года по май 1944 года.

## Заместитель командира дивизии
- подполковник Хотелев Иосиф Сидорович[6], период нахождения в должности: с июня 1942 года по март 1943 года.

## Начальники штаба дивизии
- Полковник Минков Леонид Савельевич (1942 — 1943)
- Подполковник, полковник Караванов Николай Фёдорович (25 июля 1943 — 5 февраля 1944)

## В составе объединений
| Дата          | Фронт (округ)        | Армия                                | Корпус                                       | Примечания |
| ------------- | -------------------- | ------------------------------------ | -------------------------------------------- | ---------- |
| 30.08.1942 г. | Резерв ВГК           | 2-я истребительная авиационная армия | -                                            | -          |
| 10.09.1942 г. | Резерв ВГК           | -                                    | 1-й штурмовой авиационный корпус             | -          |
| 17.10.1942 г. | Калининский фронт    | 3-я воздушная армия                  | 1-й штурмовой авиационный корпус             | -          |
| 01.04.1943 г. | Воронежский фронт    | 2-я воздушная армия                  | 1-й штурмовой авиационный корпус             | -          |
| 19.07.1943 г. | Степной фронт        | 5-я воздушная армия                  | 1-й штурмовой авиационный корпус             | -          |
| 20.10.1943 г. | 2-й Украинский фронт | 5-я воздушная армия                  | 1-й штурмовой авиационный корпус             | -          |
| 05.02.1944 г. | 2-й Украинский фронт | 5-я воздушная армия                  | 1-й гвардейский штурмовой авиационный корпус | -          |

## Части и отдельные подразделения дивизии
За весь период своего существования боевой состав дивизии не претерпевал существенных изменений:
| Период                  | Наименование                                                   | Вооружение |
| ----------------------- | -------------------------------------------------------------- | ---------- |
| 10.09.1942 — 05.02.1944 | 66-й штурмовой авиационный полк, переименован в 140-й гв. шап  | Ил-2       |
| 10.09.1942 — 05.02.1944 | 673-й штурмовой авиационный полк, переименован в 142-й гв. шап | Ил-2       |
| 10.09.1942 — 05.02.1944 | 735-й штурмовой авиационный полк, переименован в 143-й гв. шап | Ил-2       |
| 16.10.1942 — 15.12.1942 | 133-й истребительный авиационный полк, убыл в 3-ю забр ПриВО   | Як-7б      |
|                         | 219-я отдельная рота связи                                     | —          |

## Участие в операциях и битвах
- Великолукская наступательная операция — с 24 ноября 1942 года по 20 января 1943 года.
- Демянская наступательная операция — с 15 февраля 1943 года по 28 февраля 1943 года.
- Белгородско-Харьковская наступательная операция — с 3 августа 1943 года по 23 августа 1943 года.
- Кировоградская наступательная операция — с 5 января 1944 года по 16 января 1944 года.
- Корсунь-Шевченковская операция — с 24 января 1944 года по 5 февраля 1944 года.

## Почётные наименования
- 266-й штурмовой авиационной дивизии 23 сентября 1943 года присвоено почётное наименование «Полтавская»[8]
- 66-му штурмовому авиационному полку 4 мая 1943 года присвоено почётное наименование «Киевский»[9]

## Отличившиеся воины дивизии
- Александров Геннадий Петрович, старший лейтенант, командир эскадрильи 673-го штурмового авиационного полка 266-й штурмовой авиационной дивизии 1-го штурмового авиационного корпуса 5-й воздушной армии Указом Президиума Верховного Совета СССР 4 февраля 1944 года удостоен звания Герой Советского Союза. Золотая Звезда № 3186
- Джинчарадзе Исрафил Кемалович, младший лейтенант, старший лётчик 673-го штурмового авиационного полка 266-й штурмовой авиационной дивизии 1-го штурмового авиационного корпуса 5-й воздушной армии Указом Президиума Верховного Совета СССР 4 февраля 1944 года удостоен звания Герой Советского Союза. Посмертно
- Евсюков Николай Андреевич, старший лейтенант, командир эскадрильи 66-го штурмового авиационного полка 266-й штурмовой авиационной дивизии 1-го штурмового авиационного корпуса 5-й воздушной армии Указом Президиума Верховного Совета СССР 1 июля 1944 года удостоен звания Герой Советского Союза. Золотая Звезда № 1975
- Лыков Василий Михайлович, старший лейтенант, командир эскадрильи 735-го штурмового авиационного полка 266-й штурмовой авиационной дивизии 1-го штурмового авиационного корпуса 5-й воздушной армии Указом Президиума Верховного Совета СССР 1 июля 1944 года удостоен звания Герой Советского Союза. Золотая Звезда № 1974
- Матиков Александр Пантелеевич, подполковник, командир 673-го штурмового авиационного полка 266-й штурмовой авиационной дивизии 1-го штурмового авиационного корпуса 5-й воздушной армии Указом Президиума Верховного Совета СССР 1 июля 1944 года удостоен звания Герой Советского Союза. Золотая Звезда № 1977
- Филатов Иван Андреевич, лейтенант, командир звена 735-го штурмового авиационного полка 266-й штурмовой авиационной дивизии 1-го штурмового авиационного корпуса 5-й воздушной армии Указом Президиума Верховного Совета СССР 1 июля 1944 года удостоен звания Герой Советского Союза. Золотая Звезда № 3926